# Škoda CityElefant

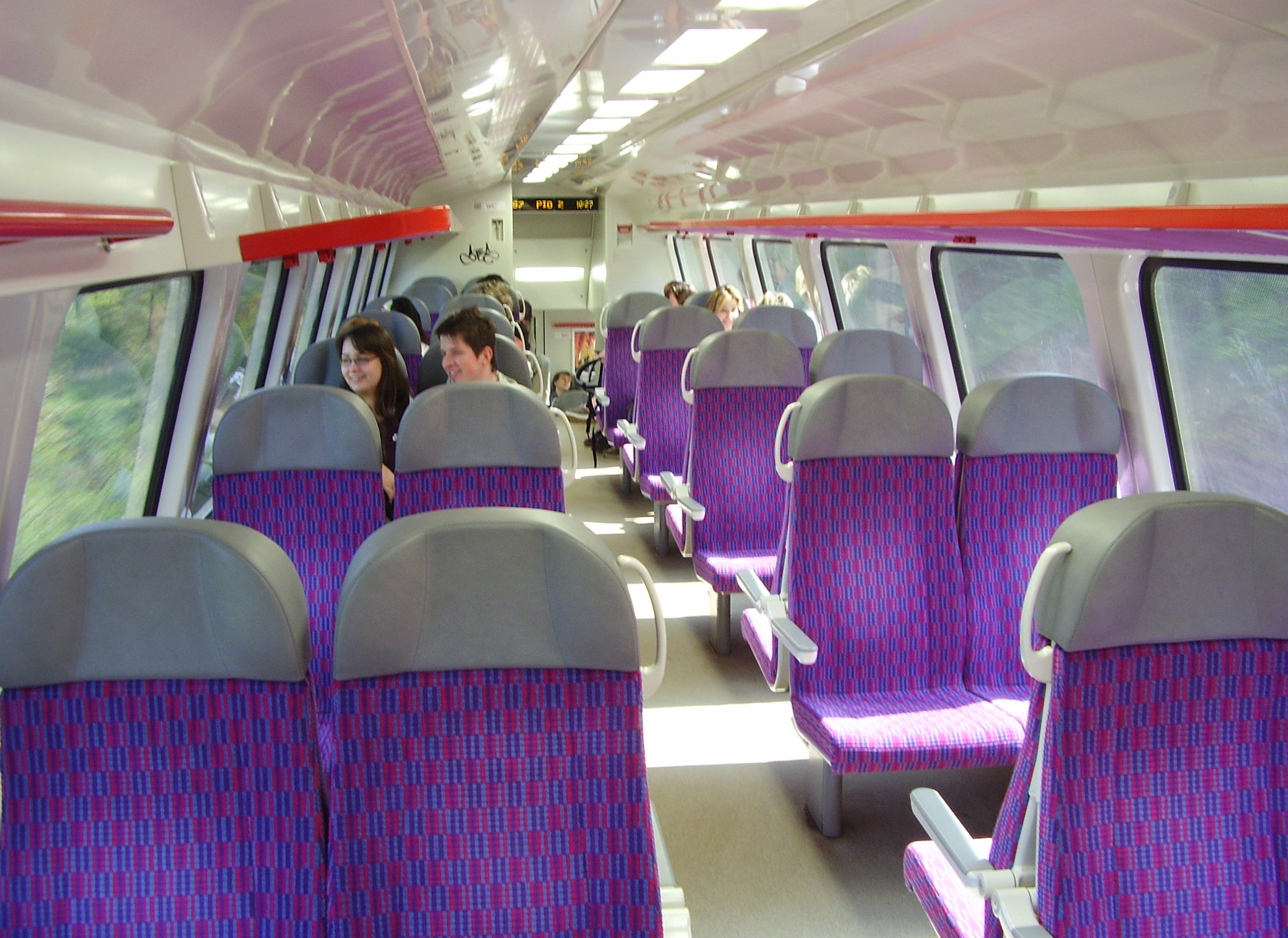
A motorvonat belseje

A ČD 471 sorozat, becenevén Škoda CityElefant emeletes villamos motorvonatokat a Cseh Vasút (České dráhy - ČD) részére fejlesztették ki a Prága környéki elővárosi forgalomban közlekedő 451 és 452 sorozatú motorvonatok leváltására.

## Története
A két prototípus motorvonatot 1999-ben készítette a cseh ČKD Vagonka (Studénka) és a Škoda Dopravní technika (Plzeň) vasúti járműgyártók alkotta konzorcium. A sorozatgyártás 2001-ben kezdődött, azóta pénzügyi okokból (egy motorvonat ára mintegy 200 millió cseh korona, azaz kb. 8 millió euró) évente kb. hat motorvonat készül a ČD részére. A megrendelt összesen 60 db szerelvényből eddig összesen 50 készült el.
A ČD tervezi egy ötrészes, 160 km/h legnagyobb sebességű, két motorkocsiból és három  közbeiktatott kocsiból álló kétáramnemű (3 kV DC és 25 kV 50 Hz), távolsági ("IC Regio") forgalomra alkalmas változat beszerzését 671 sorozatjellel.
A CityElefant-ok első külföldi megrendelője a Litván Államvasutak (LG), mely két EJ 575 sorozatú emeletes motorvonatra adott megrendelést a kapcsolódó szolgáltatásokkal együtt közel 490 millió cseh korona (kb. 19,5 millió euró) értékben. A típus a 471 sorozatú vonatokon alapul, de 1524 mm nyomtávolságra és a Litvániában elterjedt 25 kV 50 Hz feszültségnemre készül. A vonatokat pár hónappal a Cerhenice-i tesztelés után, már 2008 folyamán leszállították a megrendelőnek. Előtte Szlovákiában a Kassa melletti Haniska pri Košiciach (Enyicke) fűtőháznál 1524 mm-esre cserélték a futóműveket és széles nyomtávú vágányra tették a szerelvényt (a kassai vasgyár nyersanyagszállító széles nyomtávú vasútvonalán Ukrajna felé hagyta el Szlovákiát).
2009-ben Szlovákiában a személyszállításért felelős vasúti társaság (ŽSSK a.s.), közbeszerzés keretében 10 db CityElefant beszerzéséről döntött. A vonatokat Zsolnán (Žilina) fogják állomásoztatni, vagyis a következő vonalakon fognak közlekedni: Zsolna - Kassa (Košice), Zsolna - Csaca (Čadca)- Ostrava (CZ) és Zsolna–Trencsén (Trenčín). Ez utóbbi vonalon 25 kV-os felsővezeték van, ezért kétáramnemű (3 kV/25 kV) 671-es változatot rendeltek meg. Sajnos Kassára nem jut belőle, pedig az ott használt régi 460-as motorvonatok karbantartása alkatrészhiány miatt egyre több nehézségekbe ütközik, így gyakran csak lomha, mozdony vontatta, régebbi kocsikból álló szerelvénnyel helyettesítik őket.

## Üzeme
A 471 sorozatú motorvonatok a prágai elővárosi forgalomban, Prágából Kolínba, Benešov u Prahyba és Berounba közlekednek. Legutóbb[mikor?] három motorvonatot Ostravába állomásítottak.

## Felépítése
A motorvonat egy 471 sorozatú motorkocsiból, egy 071 sorozatú mellékkocsiból és egy 971 sorozatú vezérlőkocsiból áll.

### Elrendezés
A szerelvény alapfelszereltségében három darab kétszintes kocsiból áll: motorkocsi + közbenső kocsi + vezérlőkocsi. A három kocsi felépítése nagyjából megegyezik. A háromkocsi vonat 643 személyt (ebből 310 ülő) tud szállítani. Az ajtókat (a régi 451 és 452-es pályaszámú motorvonatokhoz hasonlóan) a futóművektől valamivel beljebb alacsonyan helyezték el, biztosítva így a kényelmes be- és kiszállást (Prága környékén a peronok magasságát igyekeznek ezekkel az ajtókkal egy szintbe hozni). A mozgáskorlátozottak számára még lift is van az első ajtónál. A motorkocsi felső szintjén található az első osztály (egyes ülések előtt széles asztal van). A kárpitozott ülések a másod osztályon egymással szembe fordítva vannak elhelyezve és önálló fejtámlákkal látták el őket. A kocsik belsejét elválasztó tolóajtók gombnyomásra nyílnak. A felső szintre a kocsik végén a felszálló térből lépcsőkön lehet feljutni. A motor és vezérlőkocsiban a vezetőfülkét is innen lehet elérni. A szerelvény légkondicionált, emiatt az ablakok nem nyithatóak. A kocsik hatalmas alumínium profilokból készültek, amivel kedvező a szerelvény súlya.

### Villamos berendezés
A motorkocsi egyetlen félpantográf áramszedővel van ellátva, a kocsi hátsó részén besüllyesztve. A főmegszakító 1250 amperre készült. A vontatómotorok szabályozását 12 db IGBT tranzisztor biztosítja. A vontatómotorok hatpólusosak, háromfázisúak, kettős csillagba vannak kapcsolva és önálló hűtéssel rendelkeznek és alkalmasak a dinamikus fékezésre is.

### Fékberendezés
Az elektrodinamikus fék elsősorban haszonfékezéssel működik, azonban ha a felsővezeték feszültsége meghaladja a 3600 voltot, akkor az ellenállásokra vezeti vontatómotorból kivont áramot, ahol az hővé alakítva, ventilátorok segítségével távozik. A szerelvényt modern elektropneumatikus fékkel látták el, mely lehetővé teszi a fékek gyorsabb aktiválását, illetve oldását, valamint a vészfék felülbírálását. Vészfékezés esetén a légféket mágneses sínfék is segíti. A fékvezérlőt parkolófék funkcióval is ellátták, ami a szerelvény megállása után automatikusan 2 bar nyomásra állítja be a fékhengereket, megkönnyítve ezzel a mozdonyvezető munkáját, mivel a fék így gyorsabban kioldható és a szerelvény hamarább el tud indulni. A motorkocsi és vezérlőkocsi önállóan fékezhető a mozdonyfékkel.

### Utastér
Az utastér berendezéseit nehezen éghető anyagokból készítették, valamint nagy gondot fordítottak a zajszigetelésre is. A tervezők a kerékpárosokra is gondoltak, hogy a kétkerű jármű szem előtt lehessen. A nem nyitható, sötétített ablakok miatt, nehéz lenne rossz fényviszonyok mellett látni az állomásokat, ezért digitális utastájékoztató táblákat szereltek fel még a felszálló térben is, melyek futófelirattal tájékoztatnak a célállomásról és a következő megállóról. A szerelvények külsején is találhatók elektromos utastájékoztató táblák, konkrétan a motor- és a vezérlőkocsi ablaka alatt, illetve a kocsik oldalán. A megrendelő igénye szerint, az első osztály helyett másodosztályú vagy étkező részleg is szerelhető a motorkocsi felső szintjére.

## Galéria

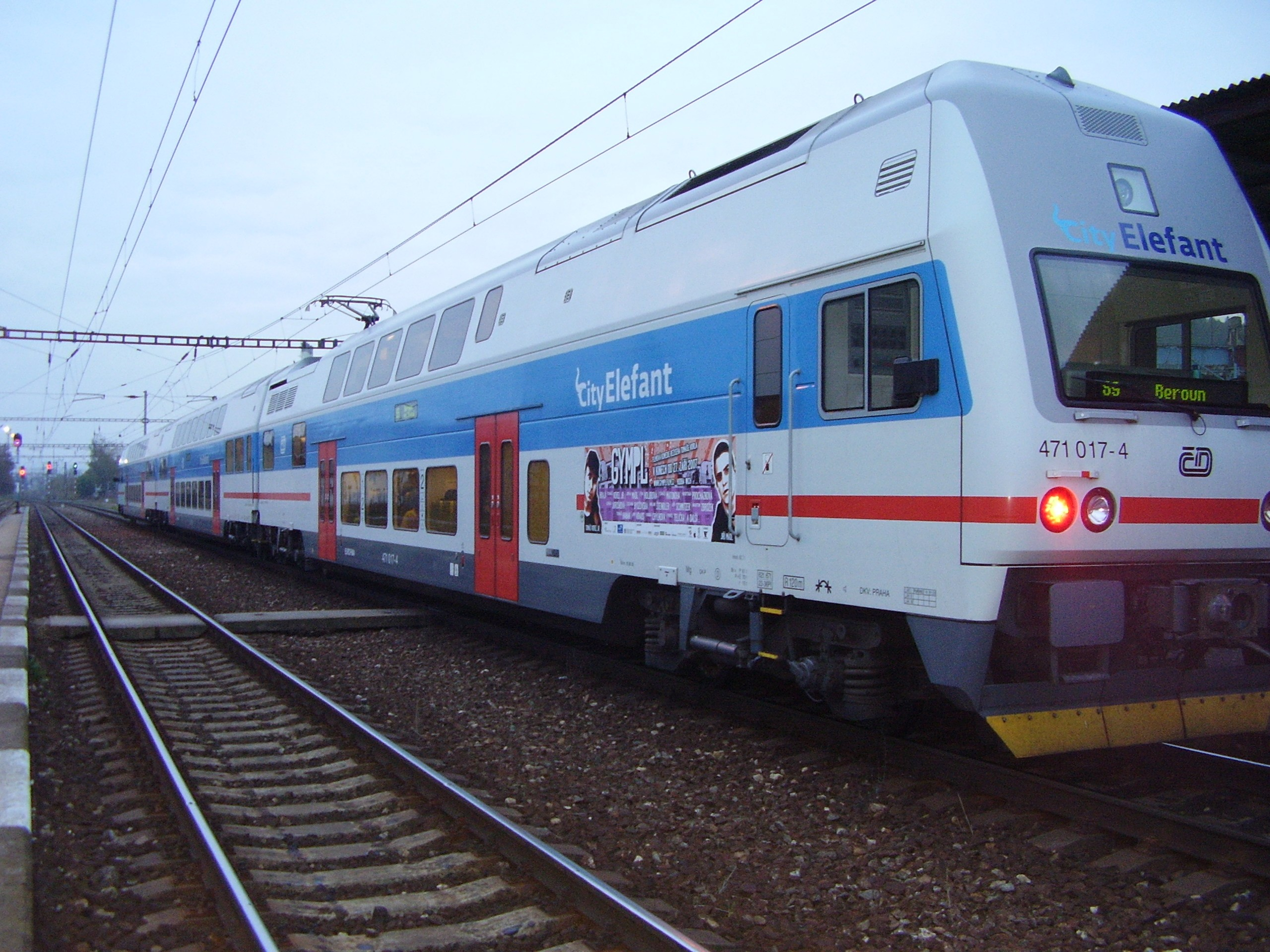
A ČD 471 017 pályaszámú CityElefant motorvonata
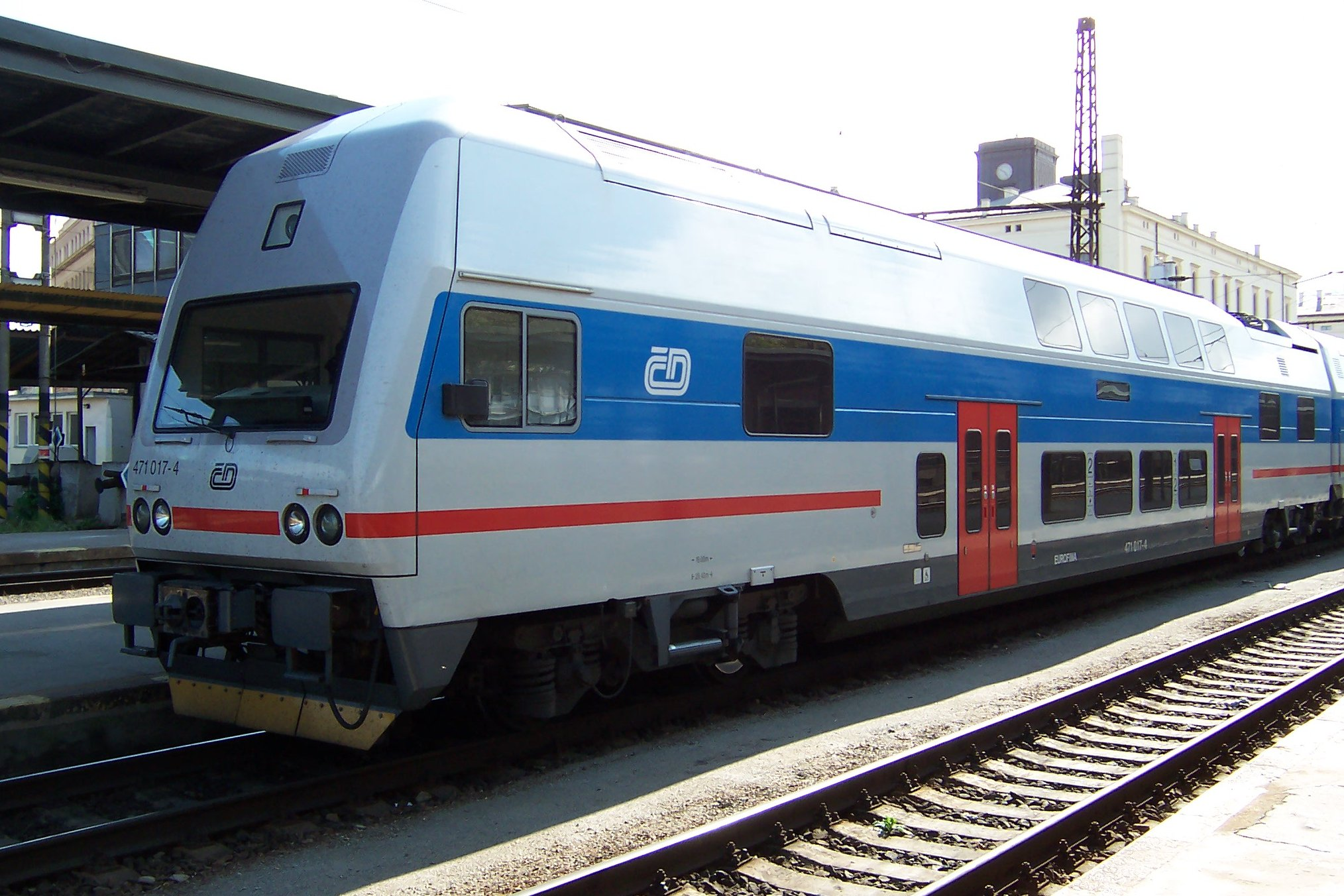
A ČD 471 017 pályaszámú motorvonata Prága-Masarykovo pályaudvaron
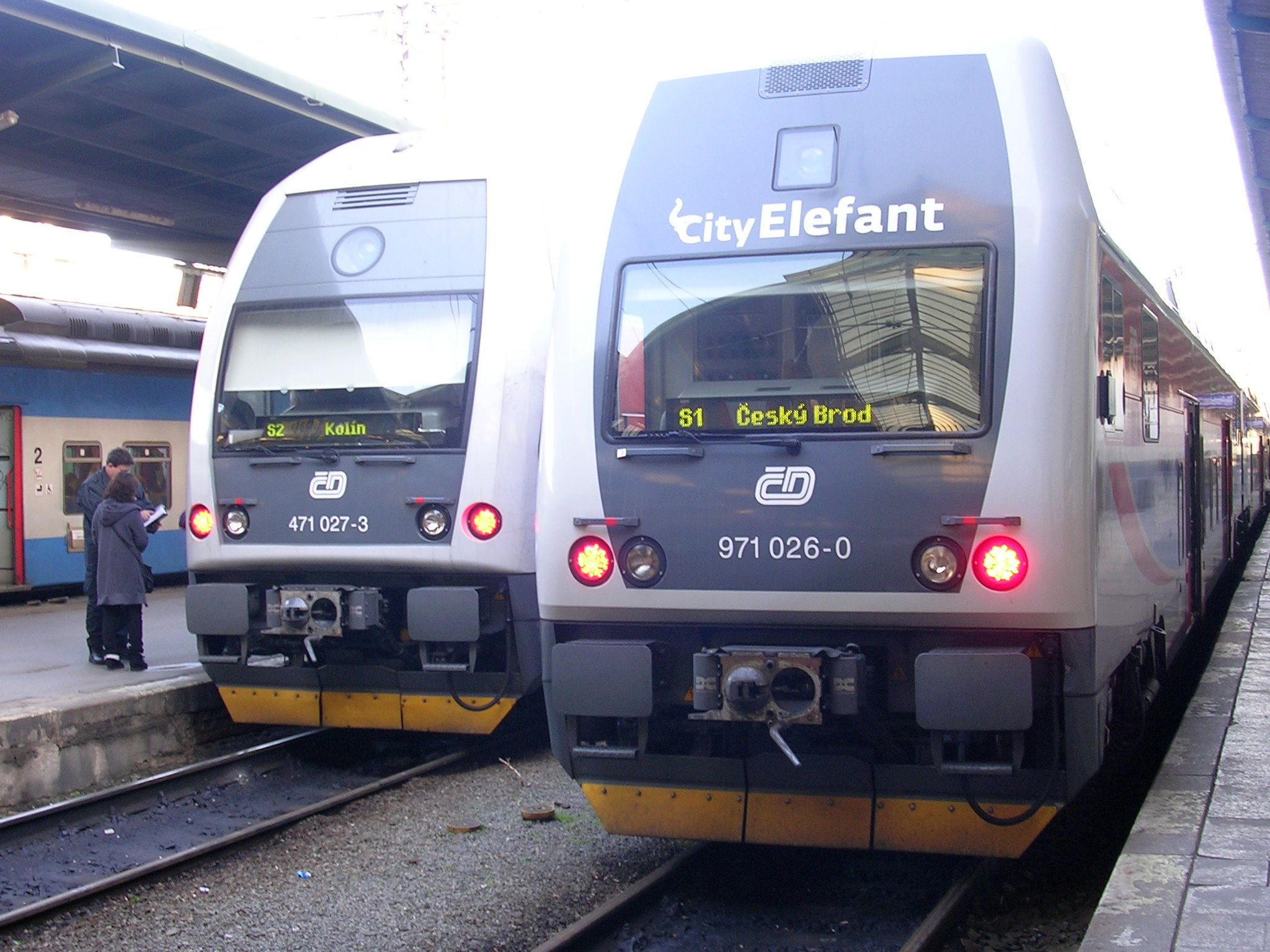
A ČD legújabb szériás CityElefant-jai Prágában